# لاکتوز
لاکتوز  (قند شیر)، نوعی قند است که به وفور در شیر یافت می‌شود. ریشه کلمه لاکتوز  از واژه لاکت (lacte) که در لاتین به معنای شیر است و پسوند اوز (ose) که برای نامگذاری قندها به کار می‌رود، گرفته‌ شده است.  لاکتوز یک دی ساکارید است که از ترکیب گلوکز و گالاکتوز ساخته شده‌است. فرمول مولکولی آن C12H22O11 و نام علمی آن β-D-galactopyranosyl-(1→4)-D-glucose است.

## ترکیب شیمیایی
لاکتوز از پیوند گلیکوزیدی بین یک گالاکتوز و یک گلوکز به وجود می‌آید. اتصال این دو منو ساکارید (گالاکتوز و گلوکز) از نوع گلیکوزیدی و به‌شکل بتا دی گالاکتوپیرانوزیل(۱ به ۴)بتا دی گلوکوپیرانوز است.